# Stazione di Tripoli Centrale
La stazione di Tripoli Centrale era la principale stazione ferroviaria della città di Tripoli, capitale della Libia.
Era capolinea delle tre linee ferroviarie che costituivano la rete della Tripolitania: la Tripoli–Tagiura, la Tripoli–Vertice 31 e la Tripoli–Zuara.
La stazione fu aperta al traffico negli anni venti, sostituendo il primitivo scalo di Tripoli Smistamento.
Il fabbricato viaggiatori era gemello di quello della stazione di Bengasi Centrale.
La stazione è stata demolita e non ne restano tracce. Era ubicata a sud del centro della città, in fondo a via Petrarca, oggi chiamata via Tariq. Sul sito oggi sorge il moderno edificio della radio di stato libica.